# Diecéze Alba marittima
Diecéze Alba marittima je titulární diecéze římskokatolické církve.

## Historie
Alba marittima, odpovídající městu Biograd na Moru v dnešním Chorvatsku, bylo starobylé biskupské sídlo nacházející se v někdejší římské provincii Dalmatia Inferior. Bylo sufragánnou arcidiecéze Split.
Diecéze zanikla ve 12. století a z jejího území vznikla diecéze Skradin.
Dnes je využívána jako titulární biskupské sídlo; současným titulárním (arci)biskupem je Giovanni Gaspari, apoštolský nuncius.

## Seznam titulárních biskupů
- Frederick Hall, M.H.M. (1948–1953)
- François-Marie Picaud (1954–1960)
- Ignacy Ludwik Jeż (1960–1972)
- Francesco Monterisi (1982–2010)
- Celso Morga Iruzubieta (2010–2014)
- Augusto Paolo Lojudice (2015–2019)
- Giovanni Gaspari (od 2020)